# Stade d'Abidjan
Stade d'Abidjan este un club ivorian de fotbal din Abidjan. Anii de glorie ai clubului au fost anii ‘60-70‘ ai secolului XX când echipa a câștigat de 5 ori campionatul, de două ori cupa, iar pe plan internațional a devenit primul club ivorian ce a câștigat Liga Campionilor CAF (1966) la care s-a adăugat și Campionatul Cluburilor Africii de Vest în 1977.

## Istorie
A fost fondat în 1936 sub numele de ASFI Abidjan după fuziunile cu PIC și OC Abidjan s-a numit U.S.F. Abidjan, următorul nume al clubului a fost  Olympique Club Abidjan, iar din 1959 denumirea oficială este cea actuală, Stade d'Abidjan. Ei își joacă meciurile de acasă pe Stade Municipal d'Abidjan.

## Palmares

### Național
- MTN Ligue 1: 6

1962, 1963, 1965, 1966, 1969, 2025
- Cupa Coastei de Fildeș: 4

1971, 1976, 1984, 1994
- Coupe Houphouët-Boigny: 1

1985

### Internațional
- Liga Campionilor CAF: 1

1966
- Campionatul Cluburilor Africii de Vest: 1

1977

## Jucători notabili
- Aristide Bance
- Sylvain Kaboré

- Ibrahima Bakayoko
- Tagro Baleguhe
- Maurice Bassolé
- Eugene Dadi
- Mariko Daouda
- Bernard Youan-Bi Gaman
- Arthur Kocou
- Bernard Kouakou
- Raoul Kouakou
- Didier Otokoré
- Joël Tiéhi
- Jean-Jacques Tizie
- Michel Yoro Bi Tra
- Kandia Traore
- Lacina Traoré
- Syndou Traoré
- Zephirin Zoko

- Sékou Dramé
- Souleymane Youla

- Stephen Keshi

## Performațe în competițiile CAF Competitions
- Liga Campionilor CAF: 3 apariții

1966: Champion
1967: sferturi
1970: sferturi
- Cupa Confederațiilor CAF: 2 apariții

2004 - a II-a rundă
2005 - a II-a rundă
- Cupa Cupelor Africii: 5 apariții

1985 - prima rundă
1995 - a II-a rundă
1996 - a II-a rundă
1997 - prima rundă
2001 - a II-a rundă
- Cupa CAF: 1 apariție

2000 - Semifinală